# Lo Bolben
Lo Bolben (en francès Le Boulvé) és un antic municipi francès, situat al departament de l'Òlt i a la regió d'Occitània.
El municipi tenia lo Bolben com a capital administrativa, i també comptava amb els agregats de la Bòria, Nadal, la Ginebrèda, Craissenç, Cavalièr, Foissac, Segòs, la Cassanha i los Alimons.
El 2019 es va fusionar amb els municipis veïns de Fargas, Sent Matre i Sauç per a formar el municipi de Lo Bolben, Fargas, Sent Matre e Sauç.

## Demografia
| 1962                                       | 1968 | 1975 | 1982 | 1990 | 1999 | 2007 |
| ------------------------------------------ | ---- | ---- | ---- | ---- | ---- | ---- |
| 196                                        | 235  | 198  | 196  | 205  | 182  | 201  |
| Des de 1962: població sense dobles comptes |      |      |      |      |      |      |

## Administració
| Període   | Identitat        | Partit |
| --------- | ---------------- | ------ |
| 2001-2008 | Gérard Alix      |        |
| 2008-     | Jean-Marcel Zeni |        |